# Реактор А1В

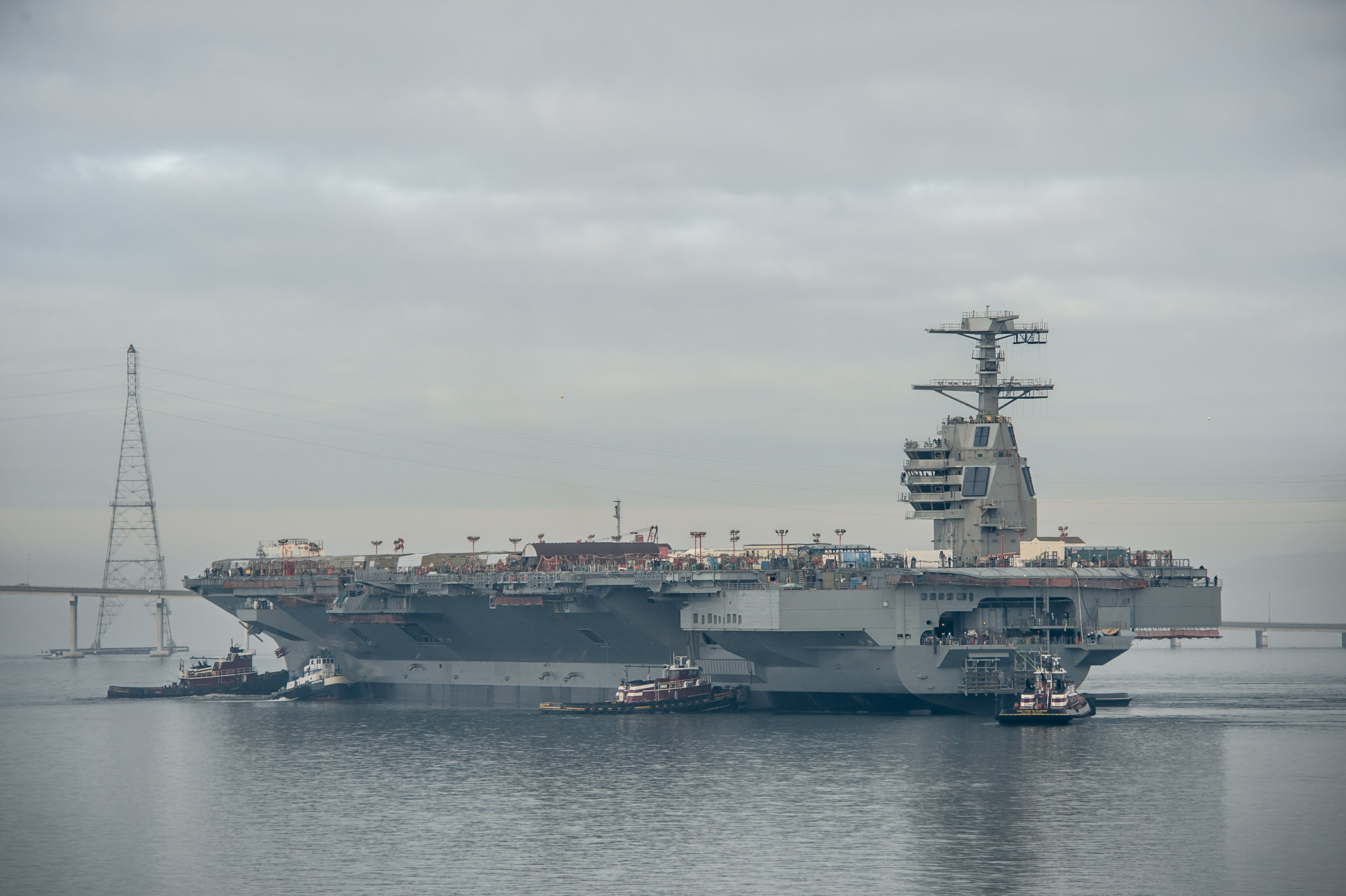
У 2013 році авіаносець Pre-Commissioning Unit (PCU) Gerald R. Ford (CVN-78) був переміщений на причал 3 у Newport News Shipbuilding для 28 місяців додаткового обладнання та випробувань.

Реактор A1B — авіаносний ядерний реактор, розроблений ВМС США. Використовується на авіаносцях типу «Джеральд Р. Форд» для забезпечення електричною та руховою енергією. A1B є першим військово-морським реактором, виробленим корпорацією Bechtel, яка «виконувала інженерні та будівельні послуги на понад 80 відсотках наземних атомних станцій у Сполучених Штатах».
Ядерні реактори авіаносців забезпечують електричну та моторну енергію корабля шляхом розщеплення збагаченого урану для виробництва тепла та перетворення води на пару для живлення парових турбін. Цей процес в основному такий самий, як і на наземних атомних електростанціях, найбільш помітною відмінністю є пряме використання потужності турбовала для обертання суднових гвинтів. За десятиліття розробки з’явилося кілька інших конструктивних відмінностей між морськими реакторами та зазвичай набагато більшими реакторами електростанцій.
Коли планувальники ВМС розробляли вимоги до класу Gerald R. Ford, вони прийшли до висновку, що реактори A4W, які забезпечують двигун і електроенергію для авіаносців-попередників класу Nimitz, пропонують занадто мало потужності для сучасних і очікуваних майбутніх потреб кораблів, тому вони ввели в експлуатацію новий реактор від Bechtel.
Новий реактор було названо A1B, згідно зі схемою позначення реакторів ВМС щодо типу, покоління та виробника: A для авіаносця, 1 для конструкції першої реакторної установки виробника та B для Bechtel. Дві реакторні установки A1B будуть живити кожен корабель класу Gerald R. Ford.
За оцінками, вихідна теплова потужність кожного A1B становитиме близько 700 МВт, приблизно на 25% більше, ніж забезпечує A4W. Очікується, що підвищення ефективності всієї установки забезпечить покращену продуктивність силової та електричної систем. Використовуючи дані A4W із збільшенням теплової потужності на 25%, реактори A1B, ймовірно, виробляють достатньо пари, щоб генерувати 125 мегават (168 000 к.с.) електроенергії плюс 350 000 кінських сил на валу (260 МВт) лише з одного реактора для живлення чотирьох карданних валів.
Збільшення потужності виробництва електроенергії дозволить усунути службову пару на судні, зменшивши потреби в персоналі для обслуговування. Крім того, використання електричних авіаційних катапульт (EMALS) звільнить повітряне крило корабля від парових обмежень реакторної установки, порівняно з паровими катапультами, що використовуються для запуску літаків на носіях класу Nimitz, які покладаються на пару, що подається з ядерного реактора.
Реактор A1B використовує модернізовану технологію, яка є одночасно більш досконалою та адаптованою, ніж попередня технологія реактора, він менший і важить менше, ніж A4W, і має інтерфейси оператора, які, як очікується, також будуть покращені.